# Foot Ball Club Novara 1912-1913
Questa voce raccoglie le informazioni riguardanti il Foot Ball Club Novara nelle competizioni ufficiali della stagione 1912-1913.

## Stagione
La squadra gioca in Prima Categoria, nel girone piemontese composto da sei squadre. Chiude il girone con 4 punti.

## Rosa
| N. |                   | Ruolo | Calciatore             |
| -- | ----------------- | ----- | ---------------------- |
| -  | Italia (bandiera) | D     | Luigi Baldi (capitano) |
| -  | Italia (bandiera) | C     | Agostino Bianchi       |
| -  | Italia (bandiera) | P     | Augusto Boffa          |
| -  | Italia (bandiera) | A     | Angelo Bologna         |
| -  | Italia (bandiera) | A     | Giovanni Canestrini    |
| -  | Italia (bandiera) | C     | Carlo Cantoni          |
| -  | Italia (bandiera) | A     | Arturo De Ambrosis     |
| -  | Italia (bandiera) | A     | Magni                  |
| -  | Italia (bandiera) | A     | Marforio               |

| N. |                   | Ruolo | Calciatore            |
| -- | ----------------- | ----- | --------------------- |
| -  | Italia (bandiera) | A     | Mario Meneghetti      |
| -  | Italia (bandiera) | C     | Pietro Omodei Zorini  |
| -  | Italia (bandiera) | D     | Enzo Pensotti         |
| -  | Italia (bandiera) | A     | Lionello Quaglia (II) |
| -  | Italia (bandiera) | A     | Italo Restano         |
| -  | Italia (bandiera) | D     | G. Stoppa             |
| -  | Italia (bandiera) | P     | Valerio Felice Terzi  |
| -  | Italia (bandiera) | A     | Angelo Tomaselli      |

## Risultati

### Prima Categoria

#### Girone piemontese

##### Girone di andata
| Arbitro: | Ferraris (Torino) |

|             |           |                    |
| Bologna 75’ | Marcatori | 83’, 85’ Mosso III |

| Torino 10 novembre 1912 2ª giornata | Piemonte            | 1 – 0 | Novara | \| Arbitro: \| Valvassori (Torino) \| |
| Arbitro:                            | Valvassori (Torino) |       |        |                                       |

| Arbitro: | Radice (Milano) |

|                                                             |           |  |
| Ferrara ?’, ?’ Rampini I ?’, ?’, ?’ (rig.) Fresia Milano II | Marcatori |  |

| Arbitro: | Mauro (Milano) |

|                       |           |        |
| Tommaselli Meneghetti | Marcatori | Ignoti |

| Arbitro: | Berra (Vercelli) |

|                     |           |                |
| Guasco 9’ Caire 19’ | Marcatori | 30’ Meneghetti |

##### Girone di ritorno
| Arbitro: | Resegotti (Milano) |

|                                        |           |             |
| Mosso III 32’ Debernardi II 40’, s.t.’ | Marcatori | 44’ Quaglia |

| Arbitro: | Resegotti (Milano) |

|                                                                                     |           |            |
| De Ambrosiis 13’, 72’ Meneghetti 36’, 53’ Canestrini 38’ Quaglia 51’ Tommaselli 65’ | Marcatori | Valobra II |

| Arbitro: | Hess (Torino) |

|  |           |                                                                 |
|  | Marcatori | 23’, 31’ Corna 44’ Tacchini 61’ Ara 64’ Milano II 69’ Milano II |

| Arbitro: | Goetzlof (Genova) |

|                          |           |  |
| Poggi 23’ Ayers 88’, 90’ | Marcatori |  |

| Novara 24 novembre 1912 10ª giornata | Novara              | 0 – 0 | Casale | Campo di via Lombroso\| Arbitro: \| Valvassori (Torino) \| |
| Arbitro:                             | Valvassori (Torino) |       |        |                                                            |

## Statistiche

### Statistiche di squadra
| Competizione    | Punti | In casa | In casa | In casa | In casa | In casa | In casa | In trasferta | In trasferta | In trasferta | In trasferta | In trasferta | In trasferta | Totale | Totale | Totale | Totale | Totale | Totale | DR  |
| Competizione    | Punti | G       | V       | N       | P       | Gf      | Gs      | G            | V            | N            | P            | Gf           | Gs           | G      | V      | N      | P      | Gf     | Gs     | DR  |
| --------------- | ----- | ------- | ------- | ------- | ------- | ------- | ------- | ------------ | ------------ | ------------ | ------------ | ------------ | ------------ | ------ | ------ | ------ | ------ | ------ | ------ | --- |
| Prima Categoria | 4     | 5       | 1       | 2       | 2       | 11      | 12      | 5            | 0            | 0            | 5            | 2            | 17           | 10     | 1      | 2      | 7      | 13     | 29     | -16 |

### Statistiche dei giocatori
| Giocatore        | Prima Categoria | Prima Categoria |
| Giocatore        | Presenze        | Reti            |
| ---------------- | --------------- | --------------- |
| L. Baldi         | 9               | 0               |
| A. Bianchi       | 9               | 0               |
| . Bologna        | 3               | 1               |
| . Canestrini     | 5               | 1               |
| C. Cantoni       | 9               | 0               |
| A. De Ambrosis   | 5               | 2               |
| . Magni          | 1               | 0               |
| . Marforio       | 1               | 0               |
| M. Meneghetti    | 9               | 4               |
| P. Omodei Zorini | 5               | 0               |
| E. Pensotti      | 6               | 0               |
| L. Quaglia (II)  | 9               | 2               |
| I. Restano       | 6               | 0               |
| G. Stoppa        | 3               | 0               |
| F. Terzi         | 9               | -27             |
| A. Tomaselli     | 9               | 4               |

Il tabellino della partita contro la Pro Vercelli non era disponibile (era presente solo sul libro della Pro Vercelli), e l'unico giocatore del Novara certo che abbia giocato è Terzi, e lo stesso valeva per il tabellino della settima giornata e dell'ottava giornata e della decima giornata. In ogni caso le statistiche sono state completate usando come fonte il libro di Corinti citato in bibliografia.